# Recklinghausen
För andra betydelser, se Recklinghausen (olika betydelser).
Recklinghausen är en stad i västra delen av centrala Tyskland, i delstaten Nordrhein-Westfalen. Staden ligger i industriregionen Ruhr i det så kallade Emscherlandet. Recklinghausen har cirka 112 000 invånare, på en yta av 67 kvadratkilometer.

## Historia
Recklinghausen nämns först år 1017 som Richoldinchuson. Sedan 1150 är staden medelpunkten i det så kallade Vest Recklinghausen, ett förvaltnings- och domstolsområde för hela regionen. Vest Recklinghausen tillhörde kurfurstendömet Köln fram till år 1802. 1236 fick Recklinghausen fullständiga stadsrättigheter.
Mellan 1514 och 1706 brändes häxor i staden. Förföljandet av häxor hade sin höjdpunkt 1580–1581 och 1588–1589.
Efter att kurfurstendömet Köln avskaffades kom Recklinghausen att tillhöra hertigdömet Arenberg, 1811 till storhertigdömet Berg och 1814 till det preussiska civilguvernementet mellan Weser och Rhen. År 1815 blev Vestet preussiskt och kom att höra till provinsen Westfalen.
År 1949 blev Recklinghausen storstad, det vill säga den hade mer än 100 000 invånare. 1975 inordnades staden Recklinghausen i kreis Recklinghausen.

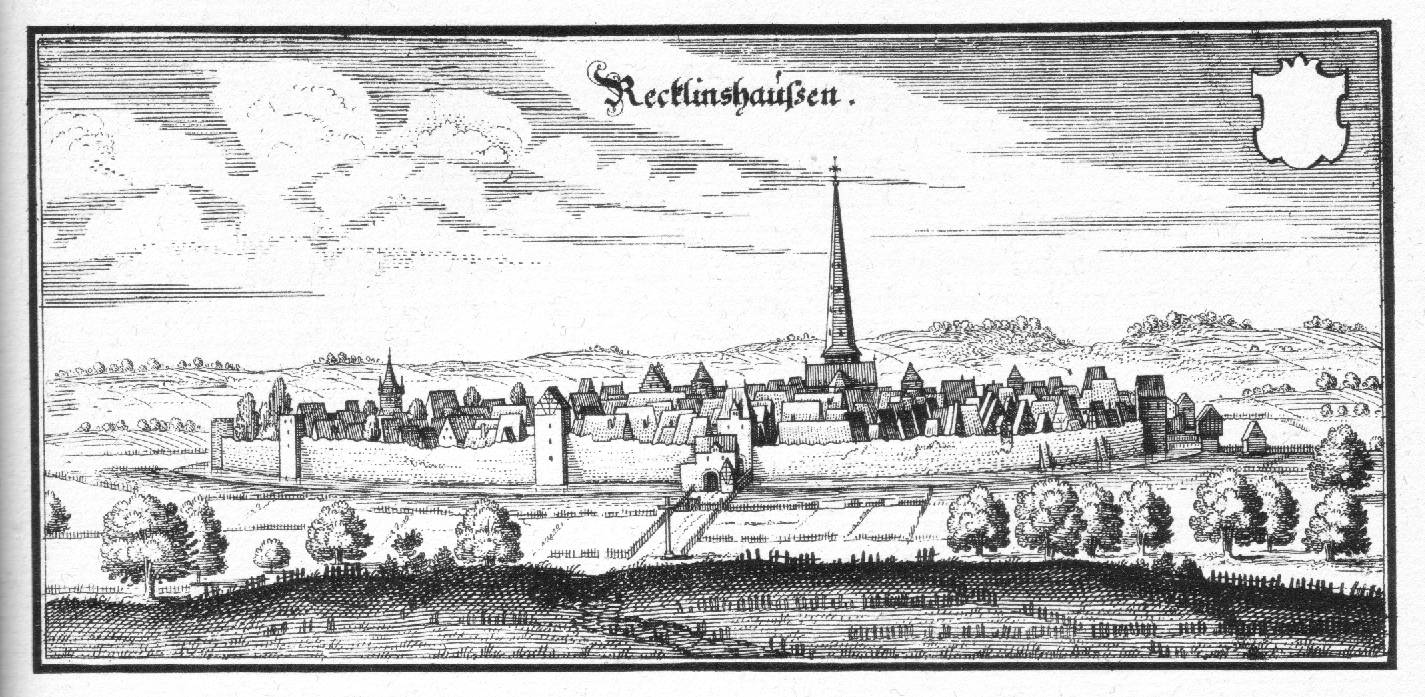
Recklinghausen under 1600-talet
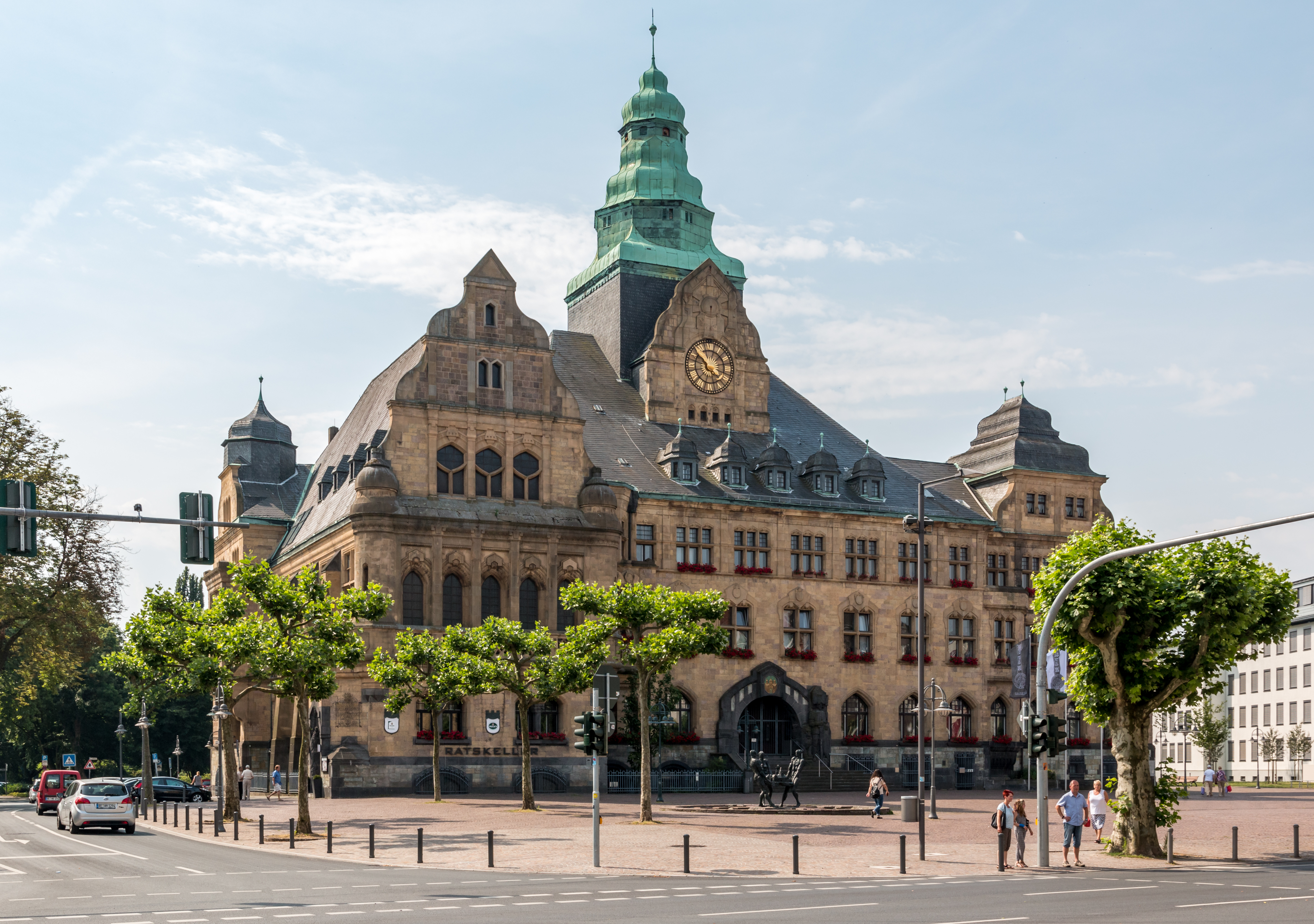
Rådhuset
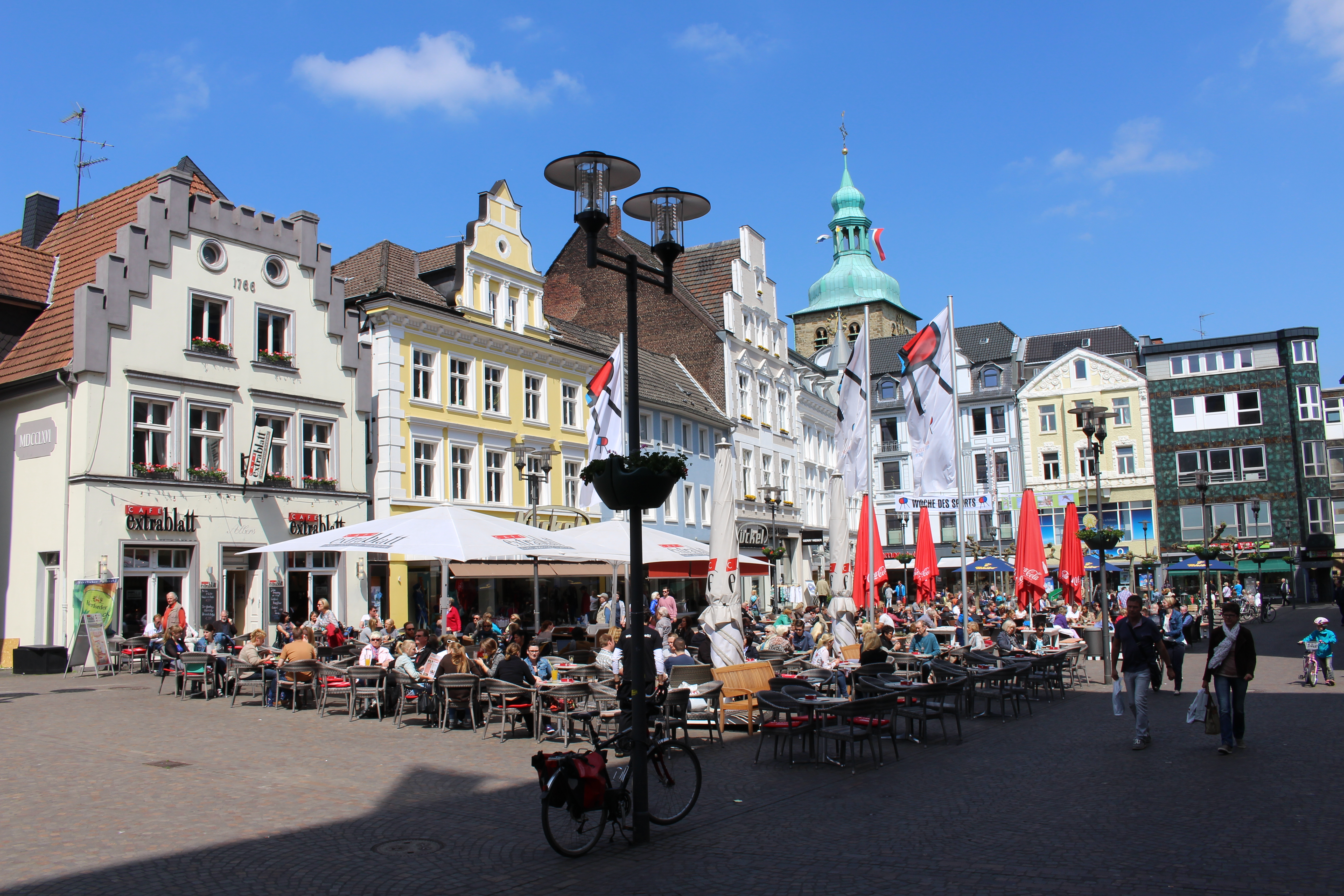
Torg
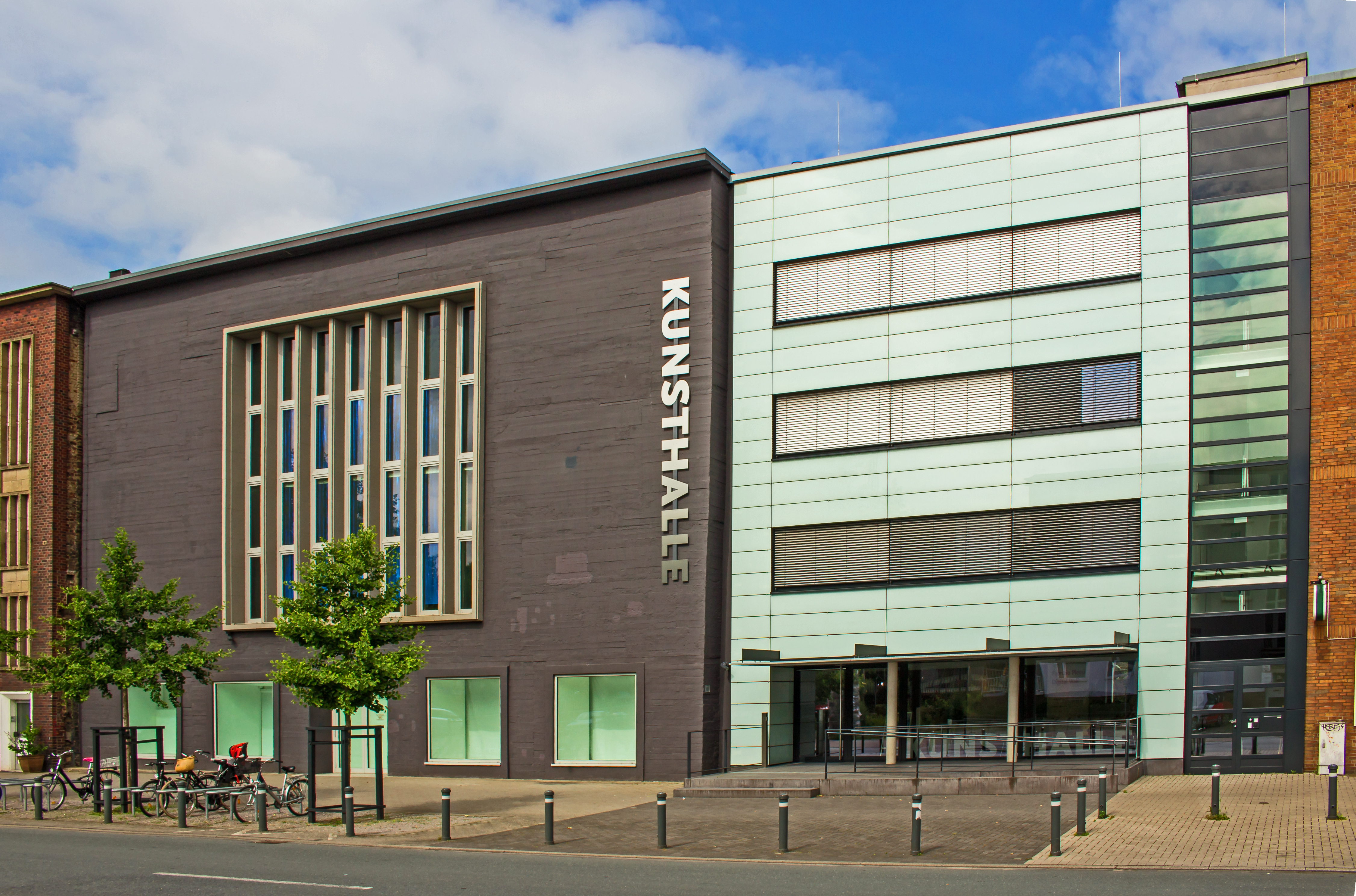
Stadens konsthall

## Religion
Recklinghausen tillhörde från början ärkebiskopsdömet Köln inom Romersk-katolska kyrkan. Reformationen kunde därför inte få fotfäste i Recklinghausen, som förblev huvudsakligen en katolsk stad under århundraden. Sedan 1821, efter övergången till Preussen, tillhörde Recklinghausen biskopsdömet Münster och blev sedan ett eget dekanat.
Under 1800-talet flyttade även protestanter till Recklinghausen. År 1847 byggdes den första protestantiska kyrkan, Gustav-Adolf-kyrkan i Recklinghausen. Fram till 1873 tillhörde Recklinghausen kyrkokretsen Bochum, senare till Münster och 1906 uppstod kyrkokretsen Recklinghausen.
Dessutom finns i Recklinghausen några protestantiska frikyrkor som baptister och metodister.
År 2005 var andelen katoliker 42,9%, andelen protestanter 28,2%.

### Andra
- Jehovas vittnen har tre församlingar.
- En nyapostolisk kyrka.
- Islam. Det finns fem moskéer som drivs av islamiska kulturcentrums förbund och två som drivs av den turkisk-islamiska föreningen. Dessutom finns det flera bönerum och ett kulturcentrum.
- I den gamla judiska skolan har judarna ett mötescentrum. Där finns också en mikwe, ett traditionellt bad.

## Vänorter
- Preston, Storbritannien, sedan 1956
- Douai, Frankrike, sedan 1965
- Dordrecht, Nederländerna, sedan 1974
- Akko, Israel, sedan 1978
- Schmalkalden, Thüringen, Tyskland, sedan 1989
- Bytom, Polen, sedan 2000

## Fadderstad
- El Progreso, Honduras, sedan 1966

## Kultur och sevärdheter
- "Ruhrfestspelen" är en kulturell händelse som är välkänd även utanför stadens gränser.
- Fritidsmöjligheter erbjuder travbanan, djurparken och westfaliska observatoriet med planetarium.
- Recklinghausen är hemort för Neue Philharmonie Westfalen, som är delstatens orkester.

## Museer
- Ikonernas museum: Är det viktigaste museet om ostkyrkans konst i västvärlden.
- Posthistoriska museet: Friedrich Maurmann visar Tyska Postens historia.
- Vestisches museum: visar kristlig konst, stads- och länshistoria samt naiv konst.
- Konsthall Recklinghausen
- Transformatorstation Recklinghausen som visar elektricitetens historia.

## Byggnader
Recklinghausens historiska stadskärna finns fortfarande kvar. Dess kännetecken är katolska kyrkan St. Peter. Andra byggnader är stadsmurens rester, borgen Engelsburg, rådhuset från 1908 och Ruhrfestspelhusen. Dessutom finns det två gruvbyggnader som industrimonument.
En skulptur av den danske konstnären Per Kirkeby står framför monumentet för krigens offer i innerstaden.